# Fritz Ficker
Fritz Ficker (ur. 11 września 1913 w Hohndorf, zm. w czerwcu 1948) – zbrodniarz nazistowski, członek załogi niemieckiego obozu koncentracyjnego Sachsenhausen i SS-Oberscharführer.

## Życiorys
W 1934 wstąpił do Wehrmachtu, z którego przeniósł się w 1936 do Waffen-SS. Służył początkowo Dywizji SS-Totenkopf. W 1937 stał się członkiem NSDAP, następnie został wysłany do Weimaru i pracował jako ochroniarz Fritza Sauckela. Od maja 1939 do września 1941 był Blockführerem w obozie Sachsenhausen. Kierował blokiem nr 12, w którym znajdowały się izolatki i karcery. Ficker torturował więźniów i znęcał się nad nimi, między innymi zmuszając do długotrwałego stania na placu apelowym. Więźniowie byli przy tym pozbawiani pożywienia i wiązano im ręce. Na jesieni 1941 brał udział w czterech egzekucjach przez powieszenie i ośmiu przez rozstrzelanie. Przydzielono go również do zakładów Klinkerwerke, gdzie mordował więźniów niezdolnych do dalszej pracy. Od października 1941 do kwietnia 1945 pełnił służbę w kilku podobozach Sachsenhausen. I tu dopuszczał się wielokrotnie zabójstw więźniów. Liczba jego ofiar idzie w setki. 
Ficker został po zakończeniu wojny osądzony przez radziecki Trybunał Wojskowy w Berlinie wraz z innymi członkami personelu Sachsenhausen i skazany na dożywotnie pozbawienie wolności połączone z ciężkimi robotami. Umieszczono go w jednym z obozów w kompleksie łagrów w okolicach Workuty, gdzie zmarł w czerwcu 1948.